# فرودگاه گرانشان
فرودگاه گرانشان (به انگلیسی: Grenchen Airport) یک فرودگاه همگانی مسافربری با کد یاتا ZHI است که یک باند فرود آسفالت دارد و طول باند آن ۱۰۰۰ متر است. این فرودگاه در شهر گرانشان کشور سوئیس قرار دارد و در ارتفاع ۴۳۰ متری از سطح دریا واقع شده است.